# クロロアセトアルデヒド
クロロアセトアルデヒド（英: Chloroacetaldehyde）は、化学式ClCH2CHOで表される有機塩素化合物。本化合物は高活性の求電子剤であり、潜在的に危険なアルキル化作用を持つ。通常は無水物としては存在せず、水和物（アセタール、ClCH2CH(OH)2）の形をとる。クロロアセトアルデヒドは2-アミノチアゾールなど多くの医薬品の合成中間体となるほか、抗菌剤や、木材から樹皮を除去する薬剤としても使用されている。

## 合成と反応
クロロアセトアルデヒド水和物は、塩素を使用して塩化ビニル水溶液を酸化させることにより得られる。
ClCH=CH2  +  Cl2  +  H2O → ClCH2CHO  +  2 HCl
また、酢酸ビニルからも合成することができる。
二官能性を持つことから、多くの複素環式化合物の前駆体となる。チオ尿素誘導体にアミノチアゾールを導入する反応は、かつては最初のサルファ薬の一種であるスルファチアゾールの製造に重要であった。
クロロアセトアルデヒドは、1,2-ジクロロエタンの代謝産物であり、最初2-クロロエタノールを経て生成する。1,2-ジクロロエタンが塩化ビニルの前駆体として数十億kg生産されていることから、この代謝経路は重要である。

## 安全性
日本の毒物及び劇物取締法では毒物に、消防法では危険物第4類第3石油類に分類される。ラットへの経口投与による半数致死量（LD50）は23 mg/kg、ウサギへの経皮投与によるLD50は67 mg/kgのデータがあり、皮膚や眼に対し重度の損傷を与える。